# 델타아마쿠로주

델타아마쿠로 주의 위치

델타아마쿠로주(스페인어: Estado Delta Amaculo)는 베네수엘라 동부에 위치한 주로 주도는 투쿠피타이며 면적은 40,200km2, 인구는 152,700명(2007년 기준)이다. 1991년에 신설되었으며 4개 지방 자치체를 관할한다. 남쪽으로는 볼리바르 주, 서쪽으로는 모나가스 주, 북쪽으로는 대서양과 접하며 동쪽으로는 가이아나와 국경을 접한다.  

## 같이 보기
- 베네수엘라의 주